# Tarnalelesz
Tarnalelesz là một thị trấn thuộc hạt Heves, Hungary. Thị trấn này có diện tích 37,13 km², dân số năm 2010 là 1674 người, mật độ 45 người/km².